# Bausell and Ellis
Bausell and Ellis és una concentració de població designada pel cens dels Estats Units a l'estat de Texas. Segons el cens del 2000 tenia 112 habitants.

## Demografia
Segons el cens del 2000, Bausell and Ellis tenia 112 habitants, 32 habitatges, i 28 famílies. La densitat de població era de 393,1 habitants per km².
Dels 32 habitatges en un 37,5% hi vivien nens de menys de 18 anys, en un 56,3% hi vivien parelles casades, en un 21,9% dones solteres, i en un 12,5% no eren unitats familiars. En el 12,5% dels habitatges hi vivien persones soles el 9,4% de les quals corresponia a persones de 65 anys o més que vivien soles. El nombre mitjà de persones vivint en cada habitatge era de 3,5 i el nombre mitjà de persones que vivien en cada família era de 3,86.
Per edats la població es repartia de la següent manera: un 27,7% tenia menys de 18 anys, un 17% entre 18 i 24, un 32,1% entre 25 i 44, un 11,6% de 45 a 60 i un 11,6% 65 anys o més.
L'edat mediana era de 30 anys. Per cada 100 dones de 18 o més anys hi havia 92,9 homes.
La renda mediana per habitatge era de 23.542 $ i la renda mediana per família de 24.271 $. Els homes tenien una renda mediana de 22.917 $ mentre que les dones 11.250 $. La renda per capita de la població era de 7.140 $. Aproximadament el 20,7% de les famílies i el 26,6% de la població estaven per davall del llindar de pobresa.

## Poblacions més properes
El següent diagrama mostra les poblacions més properes.